# دار عكلان (يريم)

تعديل مصدري - تعديل

دار عكلان محلة تابعة لقرية الهجرة، التابعة لعزلة عبيدة بمديرية يريم إحدى مديريات محافظة إب في الجمهورية اليمنية.، بلغ تعداد سكانها 201 حسب تعداد اليمن لعام 2004.